# Liste der Naturdenkmale in Herresbach
Die Liste der Naturdenkmale in Herresbach nennt die im Gemeindegebiet von Herresbach ausgewiesenen Naturdenkmale (Stand 2. Mai 2024).

## Ehemalige Naturdenkmale
| Nr.         | Bezeichnung | Lage                             | Beschreibung                                                               | Bild                                    |
| ----------- | ----------- | -------------------------------- | -------------------------------------------------------------------------- | --------------------------------------- |
| ND-7137-380 | Zwei Eichen | Eschbach, südlich des Ortes Lage | Quercus sp., zwei Bäume; Rechtsverordnung am 16. September 2013 aufgehoben | Direkt Bild zu diesem Denkmal hochladen |
|             | Eiche       | Eschbach, südlich des Ortes Lage | Quercus sp.; Rechtsverordnung aufgehoben                                   | Direkt Bild zu diesem Denkmal hochladen |